# Julio Anaya
Julio César Anaya Freile (Panamá, 5 de noviembre de 1991) es un árbitro panameño de baloncesto, internacional FIBA. En 2024 integró el cuadro de oficiales de los Juegos Olímpicos de París 2024 y dirigió la final masculina Estados Unidos–Francia; también arbitró el Serbia–Estados Unidos de fase de grupos y la semifinal entre ambas selecciones. Desde 2024–25 reside en Portugal, donde arbitra en la Liga Betclic y compagina esa labor con designaciones europeas (Basketball Champions League – Final Four Atenas 2025) y del continente americano (Basketball Champions League Americas).

## Trayectoria
Formado en el arbitraje panameño, obtuvo licencia internacional FIBA siendo muy joven y acumuló pronto experiencia en torneos mundiales de formación. Ha participado en acciones de capacitación como ponente/mentor en los FIBA Referees Workshops realizados durante las ventanas de clasificación de AmeriCup 2024.  
En 2023 fue invitado a arbitrar en la NBA Summer League de Las Vegas.

## Competiciones internacionales
En clubes, su progresión lo llevó a finales continentales: la BCL Final Four 2025 en Atenas (semifinal AEK–Unicaja y final Galatasaray–Unicaja) y la BCL Americas 2025 en Río (Flamengo–Boca). Un año antes integró el equipo arbitral de la Copa Intercontinental FIBA 2024 en Singapur, dirigiendo la final Unicaja–NBA G League United.
A nivel de selecciones, FIBA confirmó su presencia en el cuadro de 30 árbitros de París 2024 y lo incluyó entre los 45 escogidos para el EuroBasket 2025.

## Portugal (Liga Betclic)
Desde 2024–25 arbitra en la máxima categoría portuguesa y figura en las designaciones oficiales de la Federação Portuguesa de Basquetebol (FPB) y de la AB Aveiro.
Partidos destacados (selección)
- Final olímpica París 2024 (masculina): Francia – Estados Unidos (10/08/2024). Equipo arbitral: Antonio Conde, Julio Anaya y Wojciech Liszka.[19]
- Semifinal olímpica París 2024: Estados Unidos – Serbia (08/08/2024).[20]
- BCL 2025 – Final (Atenas): Galatasaray Doğa Sigorta – Unicaja (11/05/2025).[21]
- BCL Americas 2025 – Final (Río): Flamengo – Boca Juniors (20/04/2025).
- Intercontinental 2024 – Final (Singapur): Unicaja – NBA G League United (15/09/2024).[22]

## Reconocimientos y roles
Además de su actividad en pista, ha sido ponente en seminarios formativos de FIBA y colaborador en clínicas de árbitros. Medios de España y Portugal han destacado su salto a la Liga Betclic tras los JJ. OO. de París 2024.